# Chvostekov znak
Chvostekov znak, znan i kao Weissov znak je medicinski znak koji se odnosi na abnormalnu reakciju ličnog živca (lat. nervus facialis), nakon podražaja. Podražaj se izvodi udaranjem po čeljusti u području kuda prolazi živac (npr. žvakaći mišić, lat. musculus masseter) što u slučaju hipokalcijemije uzrokuje tetaniju (nevoljnu kontrakciju) mišića u inervacijskom području ličnog živca (npr. mišići usana i nosa).
Ovaj znak nazvan je po češko-austrijskom liječniku Františeku Chvosteku, koji ga je opisao 1876. godine, i po Austrijancu Nathanu Weissu koji ga je neovisno opisao kasnije (1883.).
|  | Molimo pročitajte upozorenje o korištenju medicinskih informacija. Ne provodite liječenje bez savjetovanja s liječnikom! |